# Bureau de l'avocat général pour l'Écosse
Le bureau de l'avocat général pour l'Écosse (Office of the Advocate General for Scotland en anglais ; Àrd-neach-tagraidh na Bànrighe airson Alba en gaélique écossais), un département exécutif du gouvernement britannique depuis 1998, est dirigé par l'avocat général pour l'Écosse.

## Historique
Le bureau fut créé en 1999 par le « Scotland Act (1998) » sous la modernisation du Premier ministre Tony Blair.

## Fonctions
Conseiller juridique au gouvernement de Sa Majesté, il conseille en ce qui concerne le droit écossais.